# Diferendo de la frontera marítima entre Colombia y Venezuela

Diferendo limítrofe en el golfo de Venezuela.

El diferendo de la frontera marítima entre Colombia y Venezuela es un diferendo por la delimitación del áreas marinas y submarinas entre Colombia y Venezuela. La zona en reclamación es la zona marítima del golfo de Venezuela, llamado golfo de Coquivacoa por Colombia.
La postura de Colombia asegura que el archipiélago de Los Monjes se encuentra dentro de su mar territorial. Mientras que Venezuela sostiene que esos islotes están dentro de su plataforma continental.

## Historia
En 1952 el canciller colombiano, Juan Uribe Holguín, reconoció la soberanía venezolana sobre Los Monjes mediante una nota diplomática.[cita requerida]
El 9 de agosto de 1987 se registró el incidente de la corbeta Caldas.[cita requerida]
El 26 de mayo del 2015, el gobierno de Venezuela expidió el decreto 1787 en el cual establece las Zonas operativas de defensa integral marítima e insular (Zodimain) en el área de controversia. El gobierno de Colombia envió una nota de protesta a Venezuela.